# سميح عاطف الزين
سميح عاطف الزين مفكر إسلامي، ولد سميح عاطف الزين عام 1926م في شحور في جنوب لبنان.
عمل في مجال الدعوة عن طريق إصدار العديد من المؤلفات الموسوعية المستندة إلى القيم الإسلامية الأصيلة المتميزة ببعدها عن المذهبية.
توفي في 24 أغسطس 2014 في لبنان، عن عمر ناهز 88 عاماً.